# 당회

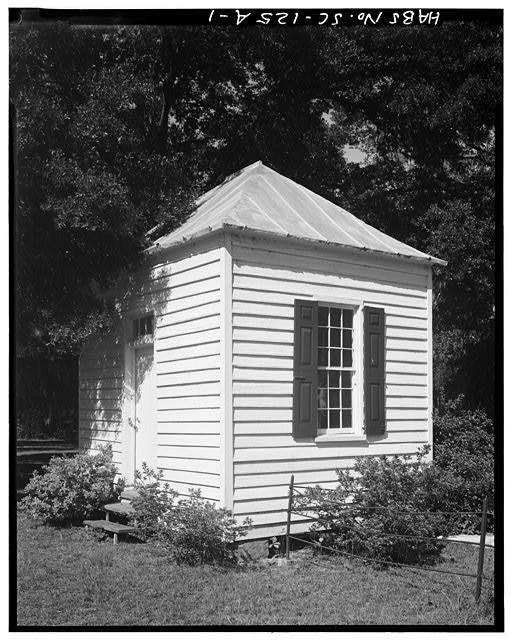
에디스토섬 장로교회의 당회실.

당회(堂會, session)는 장로교에서 선거된 장로들로 구성된 의사결정기구를 의미한다. 한국의 감리회(기독교대한감리회)는 장로제를 실시하므로 장로회 교단들처럼 당회 제도가 존재하며, 성공회에 속하는 대한성공회는 장로제를 실시하지 않지만 이들 교단의 당회에 대응하는 교회위원회 제도를 운영하고 있다.

## 조직
당회는 장로들로 구성된 의사결정 기구로, 개혁 교회에서는 치리회라 한다. 구성원으로는 목사와 평신도 장로가 있다. 장로는 종신직이기 때문에, 단 한번의 임직식만 열어 장로 직분을 얻는다. 대부분의 교단에서는 담임목사가 당회장을 맡아 당회를 소집하거나 주재한다. 모든 장로는 동등한 발언권을 갖는다.
그러나 일부 교단에서는 목사에게 투표권이 주어지지 않지만, 이런 교단에서도 장로의 투표결과가 동점이거나 한 명만 더 많으면 정족수가 충족되는 경우는 투표권을 가진다. 미국장로교에서는 목사와 부목사가 당회 구성원으로 투표권을 가진다. 하지만 대부분의 경우 동점 상황 외에는 투표를 자제하는 경우가 많다. 목사는 투표로 선출되지 않는다.

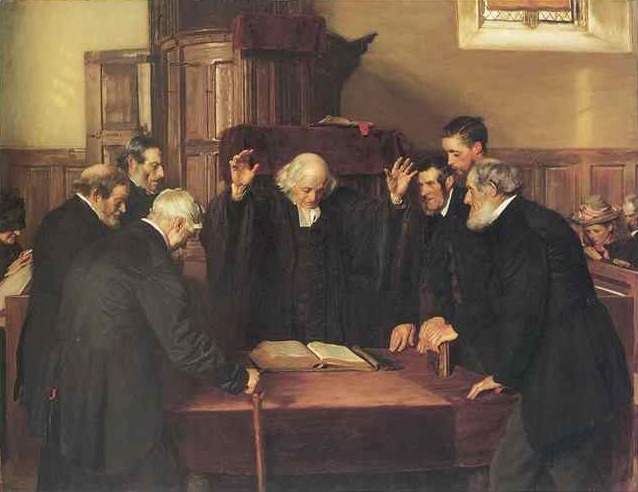
스코틀랜드 교회의 장로 임직식, 1891년

행정업무에서의 당회는 노회 하에서 모든 사무적, 영적, 임시적 업무에 대한 완전한 권한을 가지고 있다. 스코틀랜드 교회에서는 이를 "쿼드 옴니아quoad omnia"라 한다. 이외에도 재정적인 세부사항과 재산의 유지관리를 다루는 별도의 총회나 집사회, 또는 재정위원회가 있는 경우가 있다. 따라서 재정위원회는 당회의 책임을 많이 경감시키지만, 여전히 당회의 지시를 받는다.

## 당회 서기
당회 서기는 모든 교인의 구성원, 출생, 세례, 사망, 장로 목록을 관리한다. 그러나 그 역할은 명시된 의무 외의 특별한 의미를 갖는다. 당회 서기는 교역자와 파트너 관계로서 지도와 격려의 말을 건네고, 교역자가 구성한 프로젝트의 수행을 위한 자원으로써 기능한다.

## 같이 보기
- 제네바 컨시스토리

## 참고 문헌
- 대한예수교장로회총회 헌법 제9장: 대한예수교장로회(합동)의 헌법
- 대한예수교장로회총회 헌법: 대한예수교장로회(통합)의 헌법